# Eersel

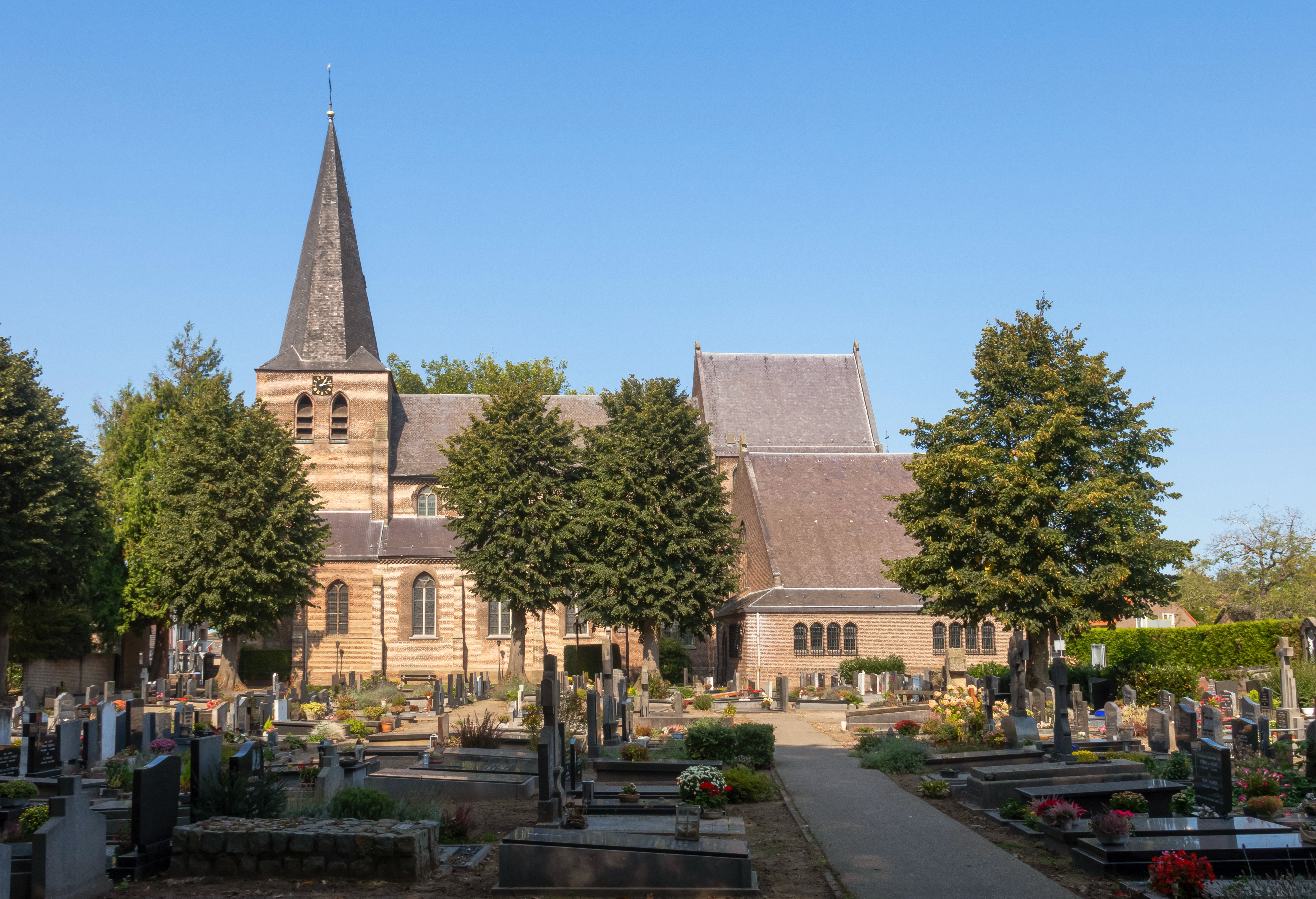
Eersel, Kirche: die Sint-Willibrorduskerk

Eersel (anhörenⓘ) ist eine Gemeinde in den Kempen in der niederländischen Provinz Noord-Brabant.
Die frühere Gemeinde Duizel en Steensel wurde 1922, die frühere Gemeinde Vessem, Wintelre en Knegsel 1997 eingemeindet.

## Ortsteile
Duizel, Eersel, Knegsel, Steensel, Vessem und Wintelre

## Politik
Die Lokalpartei Eersel Samen Anders konnte die Kommunalwahl 2022 mit deutlichem Abstand für sich entscheiden. Sie bildete bereits in der Legislaturperiode 2018–2022 eine Koalition mit der VVD.

### Gemeinderat
Der Gemeinderat wird seit 1982 folgendermaßen gebildet:
| Partei                | Sitze | Sitze | Sitze | Sitze | Sitze  | Sitze | Sitze | Sitze | Sitze | Sitze | Sitze | Sitze |
| Partei                | 1982  | 1986  | 1990  | 1994  | 1996 a | 1999  | 2002  | 2006  | 2010  | 2014  | 2018  | 2022  |
| --------------------- | ----- | ----- | ----- | ----- | ------ | ----- | ----- | ----- | ----- | ----- | ----- | ----- |
| Eersel Samen Anders b | –     | –     | –     | –     | –      | –     | –     | 2     | 2     | 3     | 7     | 8     |
| PvdA                  | –     | –     | –     | –     | –      | –     | –     | 3     | 3     | 2     | 2     | 3     |
| GroenLinks            | –     | –     | –     | –     | –      | –     | –     | 3     | 3     | 2     | 2     | 3     |
| CDA c                 | 2     | 5     | 5     | 4     | 7      | 7     | 6     | 7     | 6     | 5     | 3     | 2     |
| VVD                   | 3     | 1     | 1     | 1     | 2      | 2     | 2     | 2     | 3     | 2     | 2     | 2     |
| Kernbeleid            | –     | –     | –     | 3     | 5      | 6     | 6     | 3     | 3     | 2     | 1     | 1     |
| D66                   | 0     | –     | –     | –     | –      | –     | –     | –     | –     | 3     | 2     | 1     |
| Zesplus d             | –     | –     | –     | –     | 3      | 2     | 3     | –     | –     | –     | –     | –     |
| Keerpunt ’74 d        | 3     | 4     | 3     | 3     | –      | –     | –     | –     | –     | –     | –     | –     |
| VOS ’94 d             | –     | –     | –     | 3     | –      | –     | –     | –     | –     | –     | –     | –     |
| Lijst Open Beleid     | 4     | 5     | 6     | 1     | –      | –     | –     | –     | –     | –     | –     | –     |
| Gemeentebelangen c    | 2     | –     | –     | –     | –      | –     | –     | –     | –     | –     | –     | –     |
| Steensels Belang c    | 1     | –     | –     | –     | –      | –     | –     | –     | –     | –     | –     | –     |
| Gesamt                | 15    | 15    | 15    | 15    | 17     | 17    | 17    | 17    | 17    | 17    | 17    | 17    |

Anmerkungen

### Kollegium von Bürgermeister und Beigeordneten
Eersel Samen Anders steuert dem College van burgemeester en wethouders zwei Beigeordnete bei, die VVD hingegen wird durch einen Beigeordneten repräsentiert. Folgende Personen gehören zum Kollegium:
| Funktion         | Name               | Partei              | Anmerkung                     |
| ---------------- | ------------------ | ------------------- | ----------------------------- |
| Bürgermeister    | Wim Wouters        | parteilos           | seit dem 18. Juni 2019 im Amt |
| Beigeordnete     | Eric Beex          | Eersel Samen Anders | –                             |
| Beigeordnete     | Léon Kox           | Eersel Samen Anders | –                             |
| Beigeordnete     | Steven Kraaijeveld | VVD                 | –                             |
| Gemeindesekretär | Thijs Offermans    | —                   | seit Juli 2016 im Amt         |

### Gemeindepartnerschaften
Mit der bretonischen Stadt Carquefou besteht eine Partnerschaft seit 1988.

## Wirtschaft
Zu den ansässigen Unternehmen gehört eine Fabrik zur Herstellung von Zigarren.

## Personen mit Beziehung zur Gemeinde
- José de Haas, Bischof von Araçuaí
- Kees Rijvers, Fußballer
- Lou Ottens, Ingenieur und Erfinder
- Wil van der Aalst, Informatiker

## Quelle
- Regionaal Historisch Centrum Eindhoven. Inventaris van de archieven van de Gemeente Eersel. Over de periode 1380–1930.